# Scelta di Hobson
Scelta di Hobson (Hobson's choice) è una locuzione colloquiale inglese, che indica una scelta che sembra libera ma che in realtà è obbligatoria.

## Riferimenti e origine
Il primo riferimento scritto all'origine della frase è nello scritto di Joseph Addison, The Spectator (14 ottobre 1712). Appare inoltre nella poesia di Thomas Ward, England's Reformation, scritta nel 1688, ma pubblicata solo dopo la sua morte. Ward scriveva:
Where to elect there is but one, 'tis Hobson's choice -- take that or none.
Dove c'è solo uno da votare, questa è la scelta di Hobson - prendere o lasciare.
La frase trae origine da Thomas Hobson (1544-1630), che visse a Cambridge. Hobson era il gestore di una stalla che affittava cavalli ai viaggiatori (il luogo dove sorgeva la stalla fa oggi parte del St Catharine's College). Quando alcuni clienti iniziarono a richiedere continuamente dei particolari cavalli, Hobson si rese conto che certi animali venivano sfruttati troppo. Decise di introdurre un sistema di rotazione, posizionando i cavalli più riposati vicino all'ingresso, e rifiutandosi di far uscire i cavalli se non nel giusto ordine. Egli insisteva perché i clienti prendessero il cavallo più vicino alla porta della stalla o non ne prendessero nessuno.
La scelta di Hobson è differente dalla situazione del comma 22, dove entrambe (o tutte) le scelte disponibili si contraddicono l'un l'altra.

### Uso fordiano
Anche Henry Ford vendette la Ford Model T usando la famosa scelta di Hobson, ossia "di qualsiasi colore purché sia nero". In realtà il Modello T era disponibile in una modesta gamma di colori, ma la produzione rapida richiedeva una vernice che asciugasse velocemente, che all'epoca era disponibile solo in un colore, il nero appunto.

### Uso moderno
La locuzione "scelta di Hobson" viene spesso usata oggi non per indicare una falsa illusione di scelta, ma semplicemente per indicare una scelta tra due opzioni indesiderate. La differenza tra questo e il significato originale della scelta di Hobson è sottile, e quindi la confusione è comprensibile (in effetti, se il cavallo più vicino all'ingresso della stalla è in cattive condizioni, l'uso tradizionale della scelta di Hobson degenera nell'uso odierno, poiché avere un cavallo in cattiva salute e non averne alcuno sono entrambe situazioni indesiderabili).
A volte, si incontra citata, in modo scorretto, come "Hobbesian Choice" (scelta Hobbesiana), invece di "Hobson's Choice", in cui Thomas Hobson viene confuso con il filosofo Thomas Hobbes.

### La scelta di Hobson in politica
Alcuni sostengono che votare in un sistema bipartitico, come quello degli Stati Uniti, sia una scelta di Hobson. Essi credono che i due candidati, in genere, abbiano più similitudini che differenze, e che all'atto pratico il sistema bipartitico dia ai candidati un incentivo a essere i più simili possibile, allo scopo di appellarsi al maggior numero possibile di elettori di centro o indecisi.

### La scelta di Hobson nei media
Il The New American edito dalla John Birch Society usò il termine "scelta di Hobson" per descrivere come i media principali pretendano di dare scelta ai lettori/ascoltatori, mentre in realtà distribuiscono la stessa propaganda, con solo minime differenze.
Gli americani hanno più di un canale televisivo e più di un giornale. Eppure tutti sembrano scimmiottare la linea dell'establishment. (...) I maghi dei media presentano gentilmente soluzioni "conservatrici" e "liberali" ai problemi del giorno. Ma spesso le soluzioni corrette o non vengono menzionate o sono viste come fuori dalla "corrente principale".
- The New American, 10 febbraio 2003